# Dolichurus amamiensis
Dolichurus amamiensis (лат.) — вид ос рода Dolichurus из семейства Ampulicidae.

## Распространение
Южная и Юго-Восточная Азия: Вьетнам, Индия, Китай, Малайзия, Таиланд, Тайвань, Филиппины, Шри-Ланка, Япония

## Описание
Мелкие осы (около 5 мм), почти полностью чёрного цвета; у самок только шпоры голеней ног светло-коричневые (у самцов они белые); у самцов жвалы и ноги коричневато-жёлтые. На лбу имеется выступ, к которому прикрепляются усики. Переднеспинка широкая; нотаули развиты. Брюшко в основании широкое, в передних крыльях по 3 радиомедиальные ячейки.
Предположительно, как и другие виды своего рода, охотятся на тараканов, которых жалят, парализуют и откладывают на них свои яйца.